# Giuseppe Averani
Giuseppe Averani, detto Averanus (Firenze, 20 marzo 1662 – Firenze, 24 agosto 1738), è stato un giurista e naturalista italiano.

## Biografia

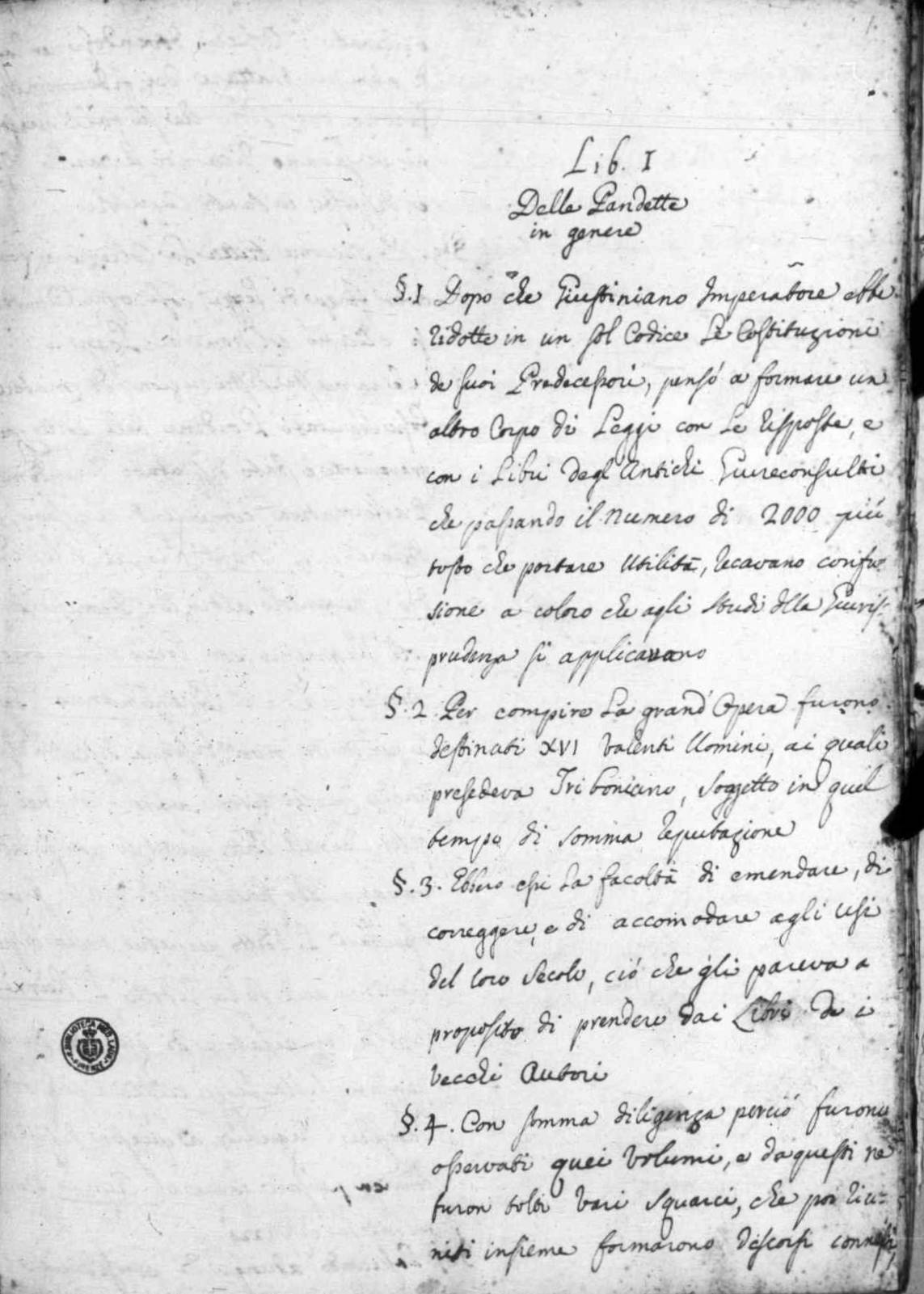
Historia Pandectarum Pisanarum, manoscritto, XVII secolo. Firenze, Biblioteca Medicea Laurenziana, Fondo Ashburnham.

Nato a Firenze e figlio di un matematico, studiò a Pisa dove conseguì nel 1684 la laurea in giurisprudenza. Nel 1685 il granduca di Toscana Cosimo III de' Medici (1642-1723), su suggerimento di Francesco Redi (1626-1697) e Lorenzo Magalotti (1637-1712), gli affidò una delle cattedre di legge dell'ateneo pisano. Tra i suoi allievi si annoverano insigni illuministi come Pompeo Neri, Bernardo Tanucci, Angiolo Tavanti e Giovanni Gualberto De Soria. Insieme a Domenico Aulisio e a Giovanni Vincenzo Gravina, Averani fu tra i fondatori del Neoumanesimo in Italia. Riformò il Diritto pisano sulla base dell'umanesimo rinascimentale, costituendo la base per le riforme toscane della seconda metà del XVIII secolo. Fra i vari testi giuridici che scrisse, le Interpretationes Iuris Civilis furono molto ammirate dai contemporanei.
Averani fu attivo anche in altre discipline: teologia, astronomia, filosofia e soprattutto fisica sperimentale. Nel Giardino botanico di Pisa compì varie esperienze, tra le quali alcune con la macchina pneumatica di Boyle, altre sulla luce e sull'elettricità dei corpi. Su sollecitazione di Magalotti, si dedicò anche a ricerche sugli odori. Promosse discussioni di fisica nell'ambito dell'Accademia degli Oppressi, da lui stesso fondata. Fu ascritto a varie accademie, quali la Crusca di Firenze e la Royal Society di Londra.

## Opere

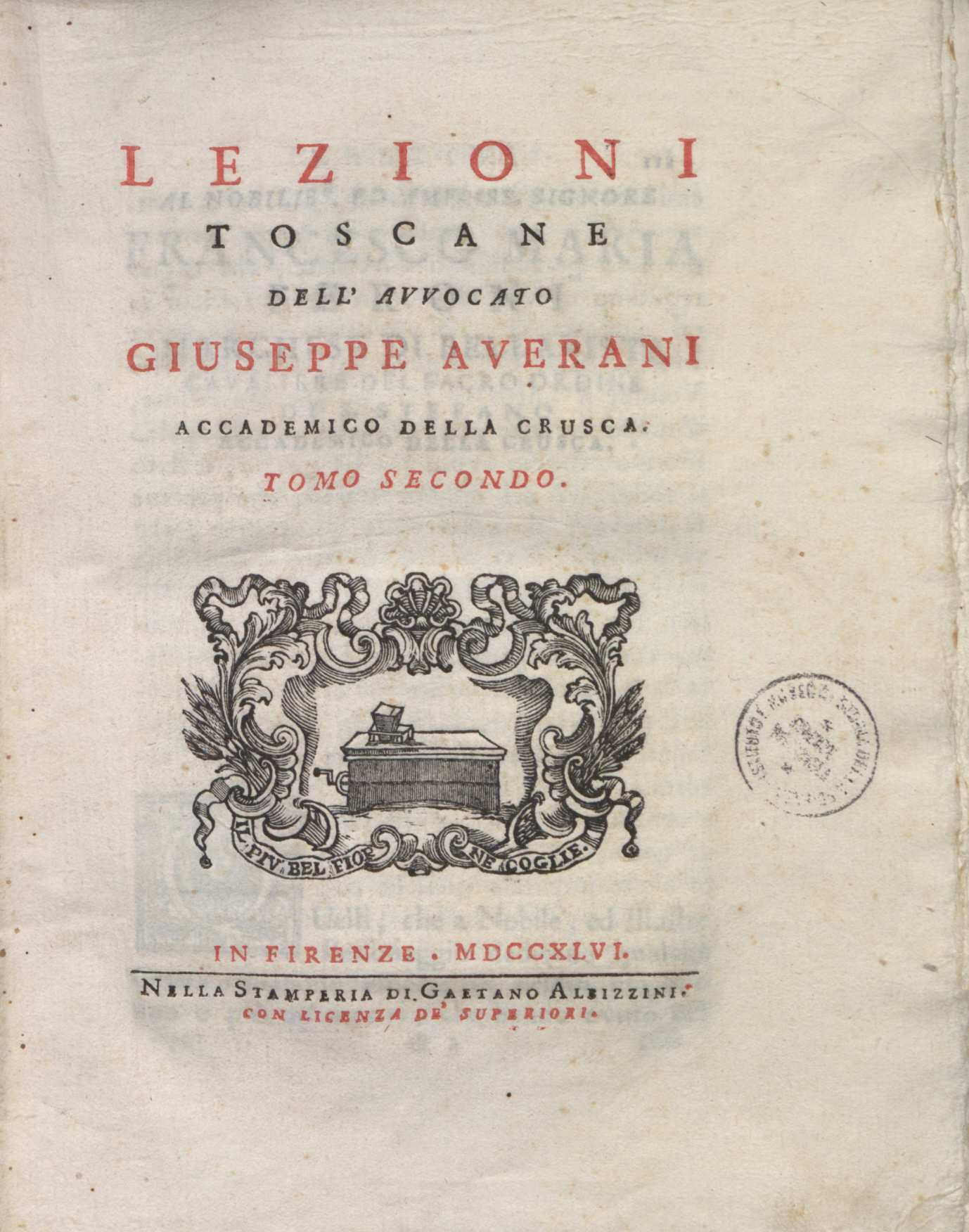
Lezioni toscane, tomo II, 1746

- Disputatio de iure belli et pacis, 1703.
- Interpretationes Iuris, voll. I—II, Firenze, 1713; Band III—V, Firenze, 1740–1746.
- De libertate Civitatis Florentiae eiusque Dominii, Pisa, 1721.
- Oratio de Iurisprudentia, Medicina, Theologia, 1723.
- Lezioni sopra la Passione di Gesù Cristo, Urbino, 1738.
- Lezioni Toscane, 3 voll., Firenze, 1744–46.
  -  Lezioni toscane, vol. 1, Firenze, Gaetano Albizzini, 1744.
  -  Lezioni toscane, vol. 2, Firenze, Gaetano Albizzini, 1746.
  -  Lezioni toscane, vol. 3, Firenze, Gaetano Albizzini, 1761.
  -  Del vitto e delle cene degli antichi (estratto da Lezioni toscane vol. 2), Firenze, Gaetano Albizzini, 1746.
- Monumenta Latina, Firenze, 1769.
- Del vitto e delle cene degli antichi, Firenze, 1863.

### Manoscritti
- Historia Pandectarum Pisanarum, XVIII secolo, Firenze, Biblioteca Medicea Laurenziana, Fondo Ashburnham, Ashb. 1332 (antea 1257).